# توتسی-مگرو
شهر توتسی-مگرو (به رومانیایی: Tăuţii-Măgherăuş) در شهرستان مرموره در کشور رومانی واقع شده‌است. جمعیت این شهر ۶٬۷۱۳ نفر  است.